# Céleste Coltellini
Céleste Coltellini, née à Livourne (Italie) le 26 novembre 1760 et morte à Naples le 24 juillet 1828 est une soprano italienne.

## Biographie
Céleste est la fille d’un célèbre librettiste, Marco Coltellini. 
Elle débute à la Scala de Milan en 1780, dans trois opéras, un de  Giovanni Valentini, un de Giacomo Rust et un de Giovanni Paisiello.  Elle est mezzo-soprano.
Elle chante au théâtre San Carlo à Naples, en 1783 lorsqu’elle est remarquée par l’empereur Joseph II qui lui propose de venir chanter à Vienne. Elle change de registre et devient  soprano.
De retour à Naples au début de l’année 1786 elle rencontre Paisiello, revenu de  Saint-Pétersbourg. Il écrit pour elle  trois opéras (La modista raggiratrice : la Cuffiara :  L'amor contrastato : La Molinarella ;  et surtout Nina, o sia La pazza per amore, chef-d’œuvre, la partition la plus complète et la plus vivace de Paisiello. Céleste devient célèbre par l’interprétation du rôle de  Nina.
Après cet immense succès Céleste Coltellini part une seconde fois  pour Vienne, où elle arrive dans l’automne de l’année 1787. Elle  chante dans la Cosa rare, de l’Espagnol Vicente Martín y Soler, livret de  Lorenzo da Ponte.
Elle quitte Vienne après la mort, le 20 février 1790, de l’empereur Joseph II,  De retour à Naples, elle chante pendant quelques années avec succès. En 1795, elle abandonne sa carrière pour épouser le banquier suisse Meuricoffre, puis se consacrer à ses enfants.  
Elle meurt  à Naples en 1828.

## La voix
Dans l'étude qu'il lui consacre P. Scudo décrit la cantatrice et sa voix  "Elle possédait une voix de mezzo soprano d’une étendue ordinaire et d’une flexibilité suffisante. Cette voix, juste, pure, d’un timbre pastoso et d’une égalité parfaite, semblait avoir été faite exprès pour exprimer des sentimens délicats, les nuances modérées de la passion. Vive, intelligente, elle saisissait promptement le côté pittoresque des rôles qu’on lui confiait, et savait leur donner une physionomie pleine de grace et de vérité. Une taille élégante et bien proportionnée, des yeux pétillans d’esprit, un visage charmant qui s’épanouissait au moindre mot, laissant apercevoir, sous les rayons de la gaieté, une émotion tendre toute prête à déborder, tels étaient les dons naturels qui distinguaient Céleste Coltellini, dont le talent exquis a excité l’admiration de tous ses contemporains. L’Allemand Reichardt, Majer de Venise, le docteur Burney, lord Edgecumbe, da Ponte lui-même, et surtout Ferrari, parlent de la Coltellini comme de la cantatrice la plus parfaite de la fin du XVIIIe siècle. C’était un bijou, era un giojello, dit Ferrari, qui l’a beaucoup connue, en 1786, pendant le séjour qu’il fit à Naples, où il était allé étudier la composition sous la direction de Paisiello."